# Tramwaje w Sztokholmie

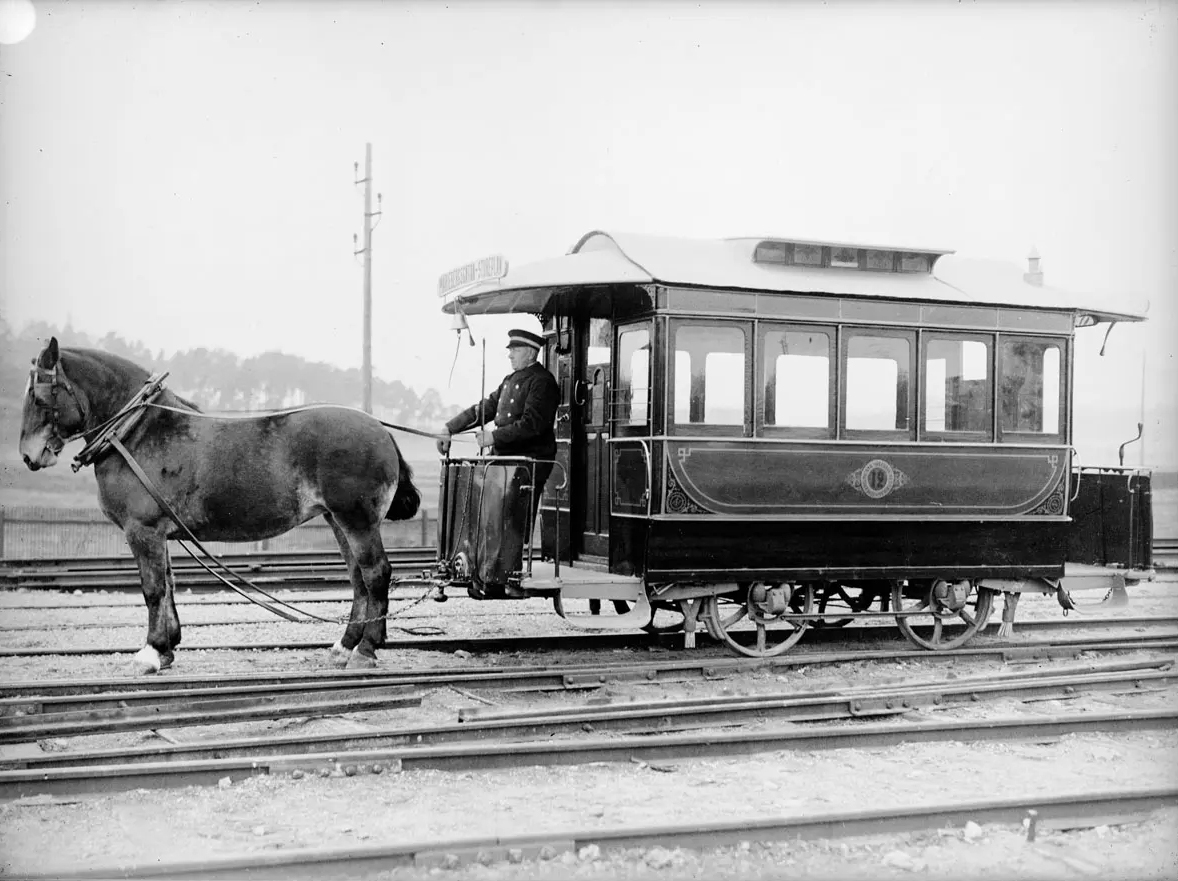
Tramwaj konny w Sztokholmie, rok 1877

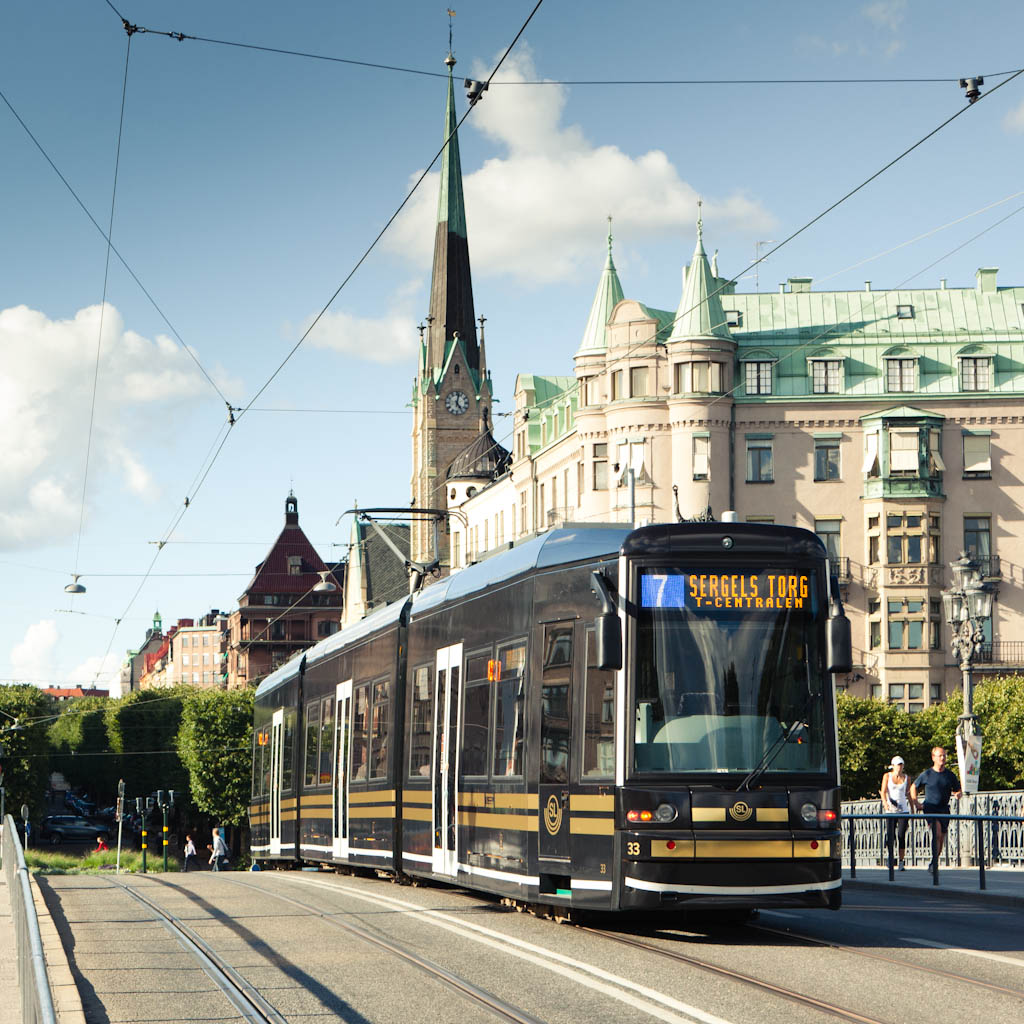
Tramwaj na trasie linii 7 (Spårväg City) w 2010 roku

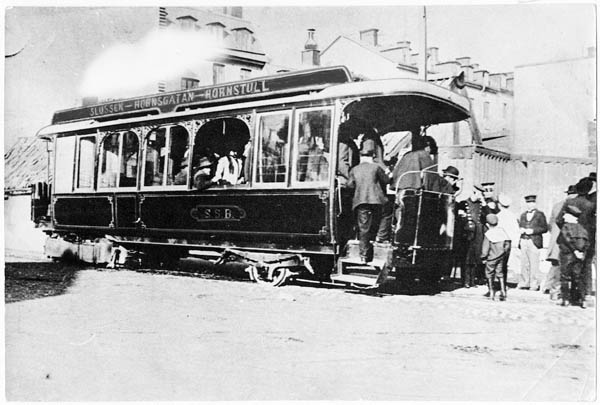
Tramwaj parowy w Sztokholmie, rok 1901

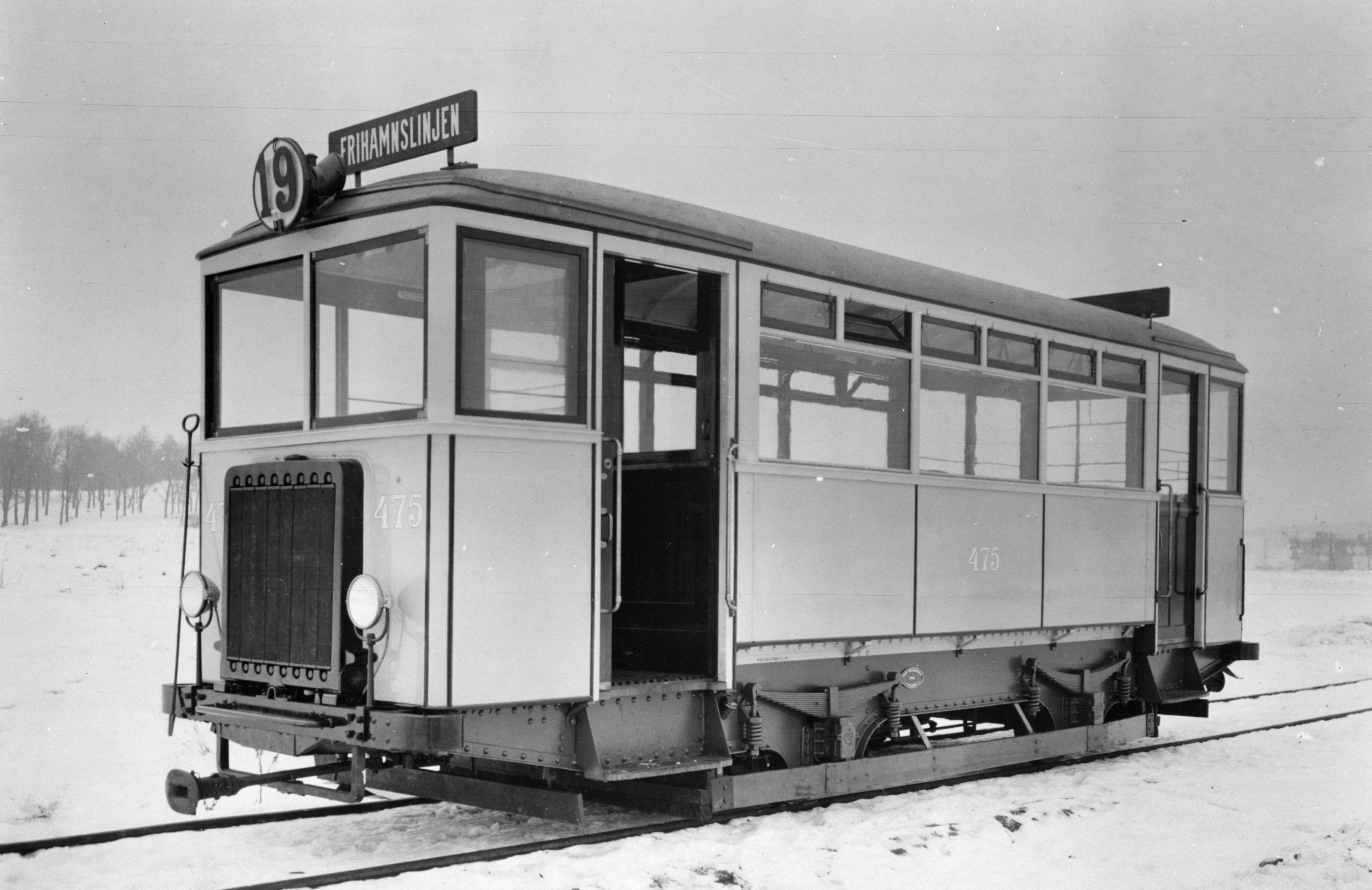
Wagon spalinowy na linii 19 jeżdżącej w latach 1924–1929 na trasie Frihamnen-Karlaplan

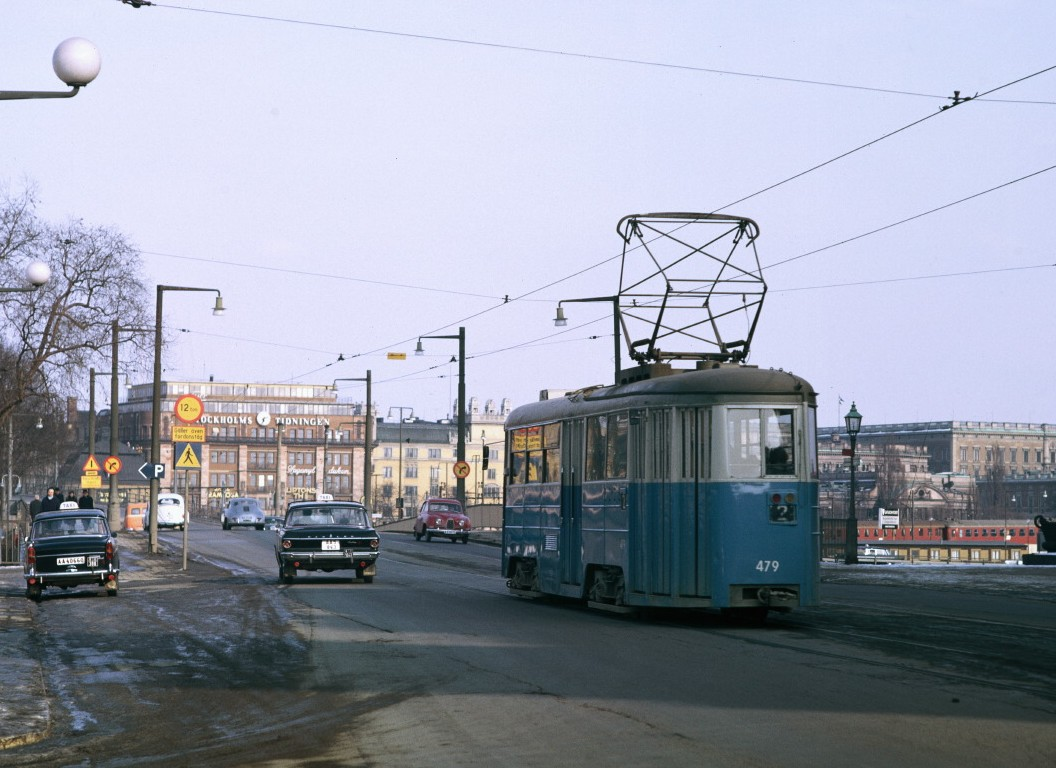
Linia 2 na moście Stadshusbron, 1963

Tramwaje w Sztokholmie – system komunikacji tramwajowej działający od 1877 w Sztokholmie.
Na system składają się cztery linie tramwajowe kursujące na odrębnych torowiskach: Lidingöbanan (linia 21), Nockebybanan (linia 12), Spårväg City (linie 7/7N) i Tvärbanan (linie 30 i 31). Nockebybanan i Tvärbanan spotykają się na węźle przesiadkowym Alvik. Lidingöbanan i Nockebybanan są pozostałością po sieci tramwajów elektrycznych jaka istniała w Sztokholmie w latach 1901–1967. Tvärbanan to nowa linia tramwajowa uruchomiona w 2000. Spårväg City została reaktywowana w 1991 roku jako linia turystyczna łącząca stację metra Östermalmstorg z wyspą Djurgården i wydłużona w sierpniu 2010 do stacji T-Centralen, gdzie krzyżują się wszystkie linie metra, jako linia miejska.

## Historia
Źródło:
Tramwaje konne kursowały po Sztokholmie w latach 1877–1905. Był to pierwszy tego typu system w Szwecji. Pierwszy tramwaj konny wyjechał na ulicę 10 lipca 1877. Operatorem było przedsiębiorstwo Stockholms Nya Spårvägsaktiebolag (SNS). Przez pierwsze dziesięć lat ruch odbywał się w tylko w północnej części Sztokholmu (głównie dzielnica Norrmalm). W 1887 działalność rozpoczęła spółka Stockholms Södra Spårvägsaktiebolag (SSB), która prowadziła ruch tramwajowy na południu (dzielnica Södermalm). Ostatni tramwaj konny wyjechał na ulice Sztokholmu 10 lutego 1905.
Tramwaje parowe kursowały od 11 sierpnia 1887 na ulicy Hornsgatan, ze względu na stromy podjazd, z którym konie nie mogły sobie poradzić. Tramwaje parowe kursowały do 15 listopada 1901 i zostały wyparte elektrycznymi.
Tramwaje elektryczne kursowały od 5 września 1901 na południu miasta, na północy pojawiły się 13 lutego 1904. Linie tramwajowe były wydłużane poza Sztokholm i obejmowały odgałęzienia:
- na zachód do Nockeby, Ulvsunda i Ängby
- na południe przez Skanstull do Skarpnäck i Örby oraz przez Hornstull do Gröndal, Mälarhöjden i Fruängen
- na północy jeździły przez miasto Solna do Sundbybergu
- na wschód, na wyspę Lidingö jeździły dwie linie. Kursowały od 1925, kiedy otwarto most Lidingöbron łączący wyspę ze Sztokholmem.

Sieć tramwajowa była promienista. Prawie wszystkie linie zaczynały trasy w centrum Sztokholmu. Po Sztokholmie kursowały również tramwaje spalinowe. Jeździły one na niezelektryfikowanym odcinku do Gärdet, do pętli Karlaplan.
1 października 1933 otwarto tunel Katarina (szw. Katarinatunneln) nazywany również południowym (szwe. Södertunneln), który obecnie wykorzystywany jest przez zieloną linę metra. Do momentu jej uruchomienia (1 października 1950) jeździły w nim dwie linie tramwajowe 8 i 19.
Komunalna spółka AB Stockholms Spårvägar (SS) powstała w 1915 w celu koordynacji ruchu tramwajowego. W 1917 spółka przejęła SNS, a w 1918 SSB.

## Linie obecne
Po Sztokholmie kursuje pięć regularnych linii tramwajowych (7, 12, 21, 30, 31). Numery to z wyjątkiem linii 30 i 31 pozostałość po dawnej sieci tramwajów. Linia 7N (gdzie N jest od nazwy pętli Norrmalmstorg) to linia muzealna obsługiwana taborem zabytkowym, kursująca przez siedem dni w tygodniu w okresie od lipca do sierpnia, a także w soboty, niedziele i święta w okresie od sierpnia do grudnia.
| Numer linii | Nazwa linii     | Trasa                                                                         | Długość | Liczba przystanków | Otwarcie |
| ----------- | --------------- | ----------------------------------------------------------------------------- | ------- | ------------------ | -------- |
| 7           | Spårväg City    | Sergels torg – Nybroplan – Djurgårdsbron – Skansen – Waldemarsudde/Bellmansro | 3,5 km  | 11                 | 2010     |
| 7N          | Djurgårdslinjen | Norrmalmstorg – Nybroplan – Djurgårdsbron – Skansen                           | 2,9 km  | 7                  | 1991     |
| 12          | Nockebybanan    | Nockeby – Ålsten – Alvik                                                      | 5,7 km  | 10                 | 1914     |
| 21          | Lidingöbanan    | Ropsten – Gåshaga brygga                                                      | 9,2 km  | 14                 | 1914     |
| 30          | Tvärbanan       | Sickla – Gullmarsplan – Liljeholmen – Gröndal – Alvik – Solna Station         | 19,8 km | 26                 | 2000     |
| 31          | Tvärbanan       | Alviks strand – Alvik – Bromma flygplats                                      | 4 km    | 6                  | 2021     |

## Linie tramwajowe
Spis linii w 1946:
- 1 Norrmalmstorg – Biger Jarls gatan – Odengatan – S:t Eriksgatan – Fridhemsplan – Handverkargatan – Tegelbacken – Vasabron – Lilla Nygatan – Slussen – Katarinavägen – Renstiernas gata – Skånegatan – Södersjukhuset (szpital południowy)
- 2 Fredhäll – Drottningholmsvägen – Fridhemsplan – Handverkargatan – Tegelbacken – Gustav Adolfs torg – Kungsträdgårdgatan – Norrmalmstorg – Strandvägen – Narvavägen – Karlaplan
- 3 Heleneborgsgatan – Hornsgatan – Slussen – Lilla Nygatan – Vasabron – Tegelbacken – Vasagatan – Upplandsgatan – Norrtullsgatan – Haga Södra
- 4 linia okrężna: Fridhemsplan – Odengatan – stacja kolejowa Östra – Valhallavägen – Sibyllegatan – Norrmalmstorg – Kungsträdgårdgatan – Gustav Adolfs torg – Strömbron – Skeppsbron – Slussen – Katarinavägen – Renstiernas gata – Ringvägen – Hornsgatan – Västerbron – Fridhemsplan
- 5 Karlberg – Karlbergsvägen – Dalagatan – Vasagatan – Tegelbacken – Gustav Adolfs torg – Kungsträdgårdgatan – Norrmalmstorg – Biger Jarls gatan – Engelbrektsgatan – Uggelviksgatan – stacja kolejowa Östra
- 6 Roslagstull – Roslagsgatan – Biger Jarls gatan – Norrmalmstorg – Kungsträdgårdgatan – Gustav Adolfs torg – Strömbron – Skeppsbron – Slussen – Katarinavägen – Folkungagatan – Sofia
- 7 Norrmalmstorg – Strandvägen – Djurgårdsvägen – Djurgården (linia specjalna)
- 8 Slussen – tunel południowy – Hammarbybacken – Nynasvägen – Sockenvägen – Skarpnäck (linia nazywana Enskedebanan)
- 9 Karlberg – Karlbergsvägen – Dalagatan – Vasagatan – Tegelbacken – Vasabron – Lilla Nygatan – Slussen – Katarinavägen – Folkungagatan – Danvikstull
- 10 Hornsplan – Hornsgatan – Slussen – Skeppsbron – Strömbron – Gustav Adolfs torg – Kungsträdgårdgatan – Norrmalmstorg – Sturegetan – Lidingögatan – Ropsten
- 11 Tegelbacken – Handverkargatan – Fridhemsplan – Drottningholmsvägen – Tranebergsbron – Alvik – Drottningholmsvägen – Brommaplan – Bergslagsvägen – Ängby/Islandstorget (linia nazywana Ängbybanan)
- 12 Tegelbacken – Handverkargatan – Fridhemsplan – Drottningholmsvägen – Tranebergsbron – Alvik – Alviksvägen – Nockeby (linia nazywana Nockebybanan)
- 13 Tegelbacken – Handverkargatan – Fridhemsplan – Drottningholmsvägen – Tranebergsbron – Alvik – Ulvsundavägen – Ulvsunda (linia nazywana Ulvsundabanan)
- 14 Vanadisplan – Vanadisvägen – Norrtullsgatan – Sveavägen – Kungsgatan – Norrmalmstorg – Strandvägen – Djurgårdsvägen – Djurgården
- 15 Norra Bantorget – Dalagatan – Odenplan – Norrtullsgatan – Uppsalavägen – Råsundavägen – Tulegatan – Fredsgatan – Esplanaden – Sundbyberg (linia nazywana Sundbybergsbanan)
- 16 Slussen – Hornsgatan – Liljeholmsbron – Hägerstensvägen – Mälarhöjden
- 17 Slussen – Hornsgatan – Liljeholmsbron – Svandammsvägen – Telefonvägen – Telefonplan
- 18 Slussen – Hornsgatan – Liljeholmsbron – Gröndalsvägen – Gröndal
- 19 Slussen – tunel południowy – Hammarbybacken – Palmfeltsvägen – Sågverksgatan – Örby (linia nazywana Örbybanan)
- 20 Humlegatan – Sturegetan – Lidingögatan – Ropsten – Lidingöbron – Kungsvägen – Atlasvägen – Kyrkvägen – Kyrkviken (linia nazywana Norra Lidingöbanan)
- 21 Humlegatan – Sturegetan – Lidingögatan – Ropsten – Lidingöbron – Gåshaga (linia nazywana Södra Lidingöbanan)

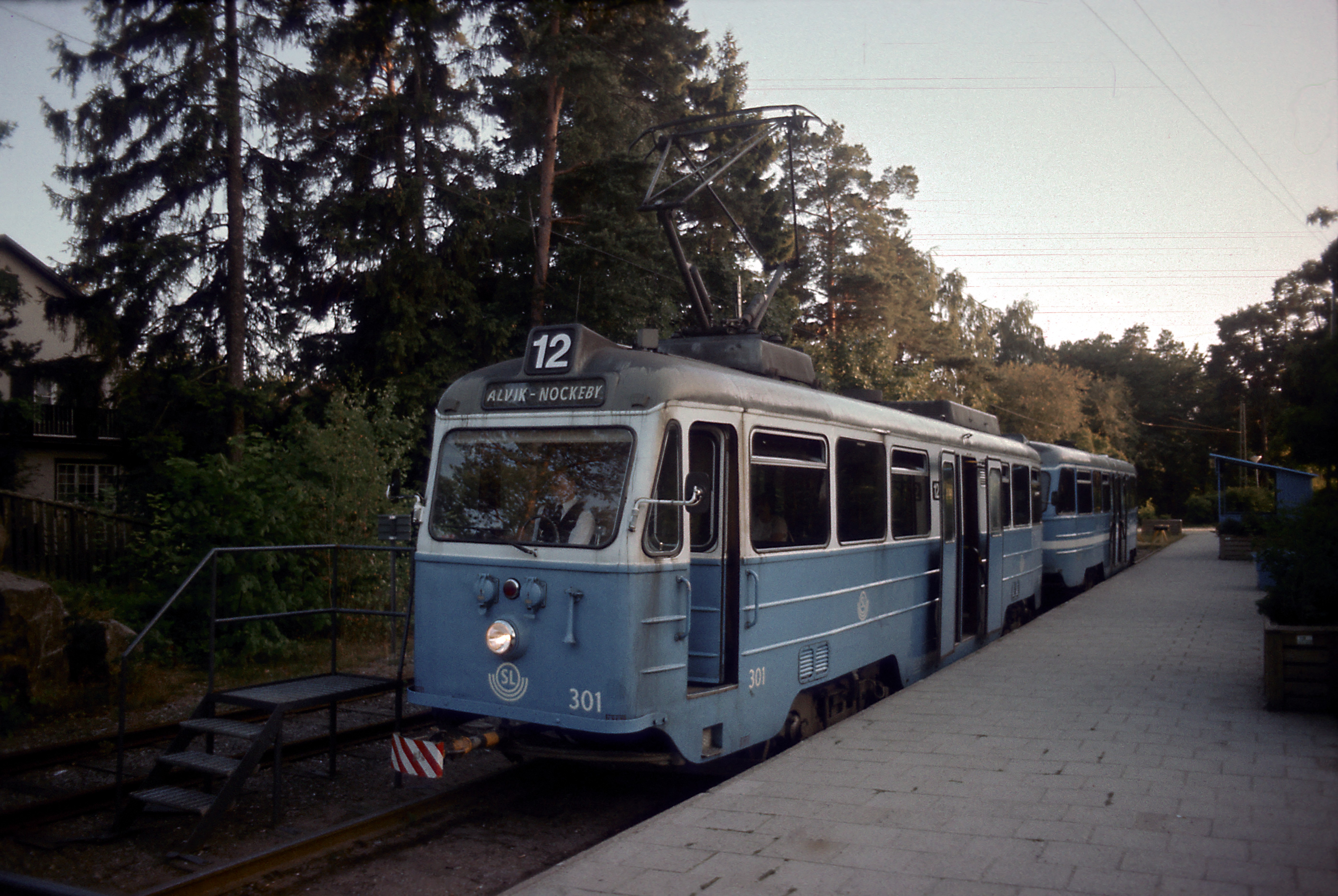
80-letni wagon A30 na Nockebybanan (1992). Widoczny na zdjęciu wagon został wycofany z eksploatacji na Nockebybanan w 2009 i obecnie kursuje tylko na Lidingöbanan

Spis linii w 1967 (ostatni kształt sieci przed likwidacją tramwajów w centrum):
- 4 Vitabergsparken – Ringvägen – Hornsgatan – Västerbron – Fridhemsplan – S:t Eriksgatan – Odengatan – Valhallavägen – Hakberget
- 6 Roslagstull – Roslagsgatan – Biger Jarls gatan – Norrmalmstorg – Kungsträdgårdgatan – Strömbron – Skeppsbron – Slussen – Katarinavägen – Folkungagatan – Sofia
- 7 Vanadisplan – Vanadisvägen – Norrtullsgatan – Odengatan – Biger Jarls gatan – Norrmalmstorg – Strandvägen – Djurgårdsvägen – Djurgården
- 8 Tessinparken – Valhallavägen – Sibyllegatan – Norrmalmstorg – Kungsträdgårdgatan – Strömbron – Skeppsbron – Slussen – Katarinavägen – Renstiernas gata – Ringvägen – Södersjukhuset (szpital południowy)
- 10 Ropsten – Lidingögatan – Sturegetan – Norrmalmstorg – Kungsträdgårdgatan – Strömbron – Skeppsbron – Slussen – Hornsgatan – Högalid
- 12 Alvik – Alviksvägen – Nockeby
- 20 Humlegatan – Sturegetan – Lidingögatan – Ropsten – Lidingöbron – Kungsvägen – Atlasvägen – Kyrkvägen – Kyrkviken
- 21 Humlegatan – Sturegetan – Lidingögatan – Ropsten – Lidingöbron – Gåshaga

## Likwidacja tramwajów

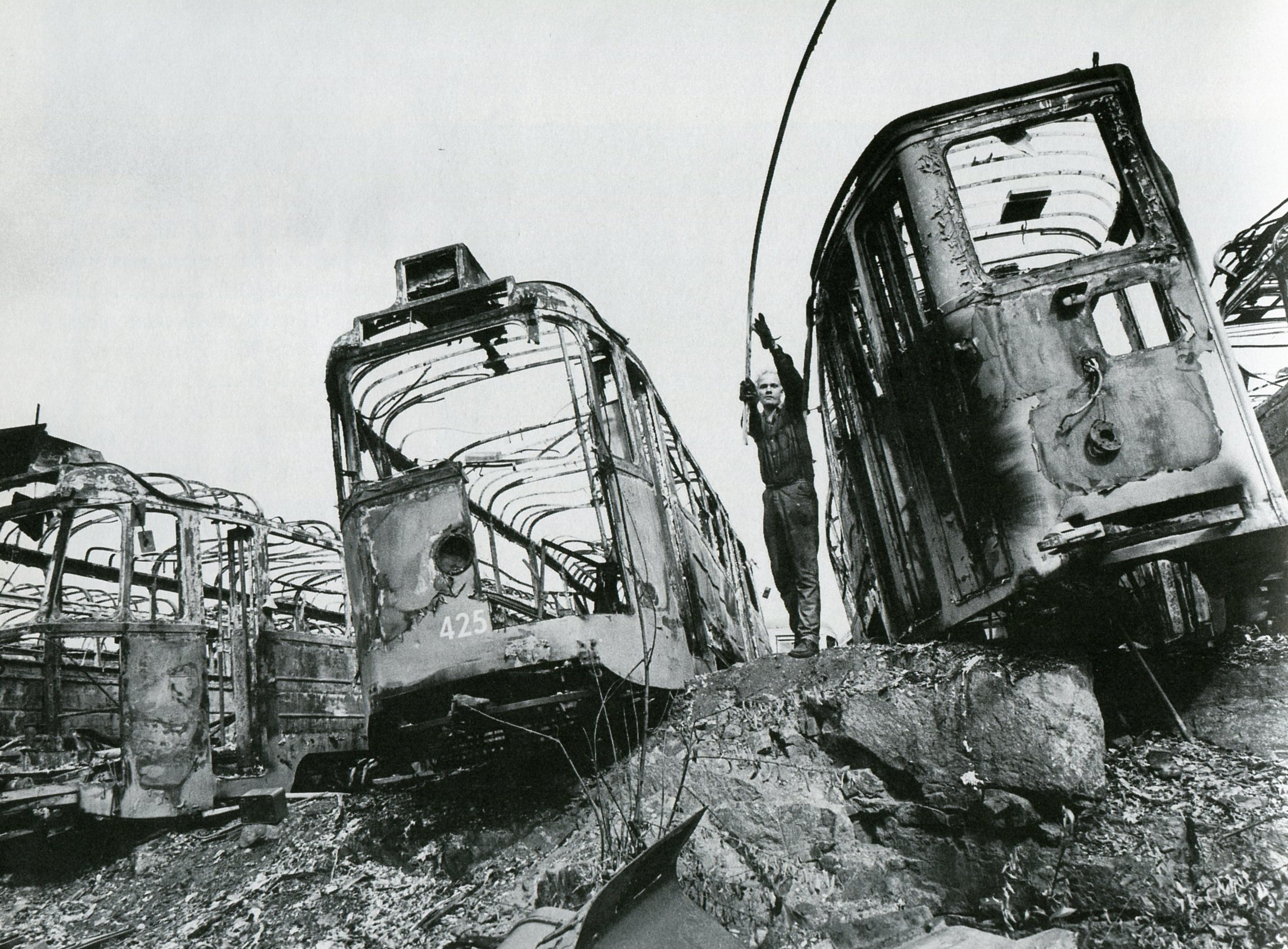
Wraki tramwajów, 1967

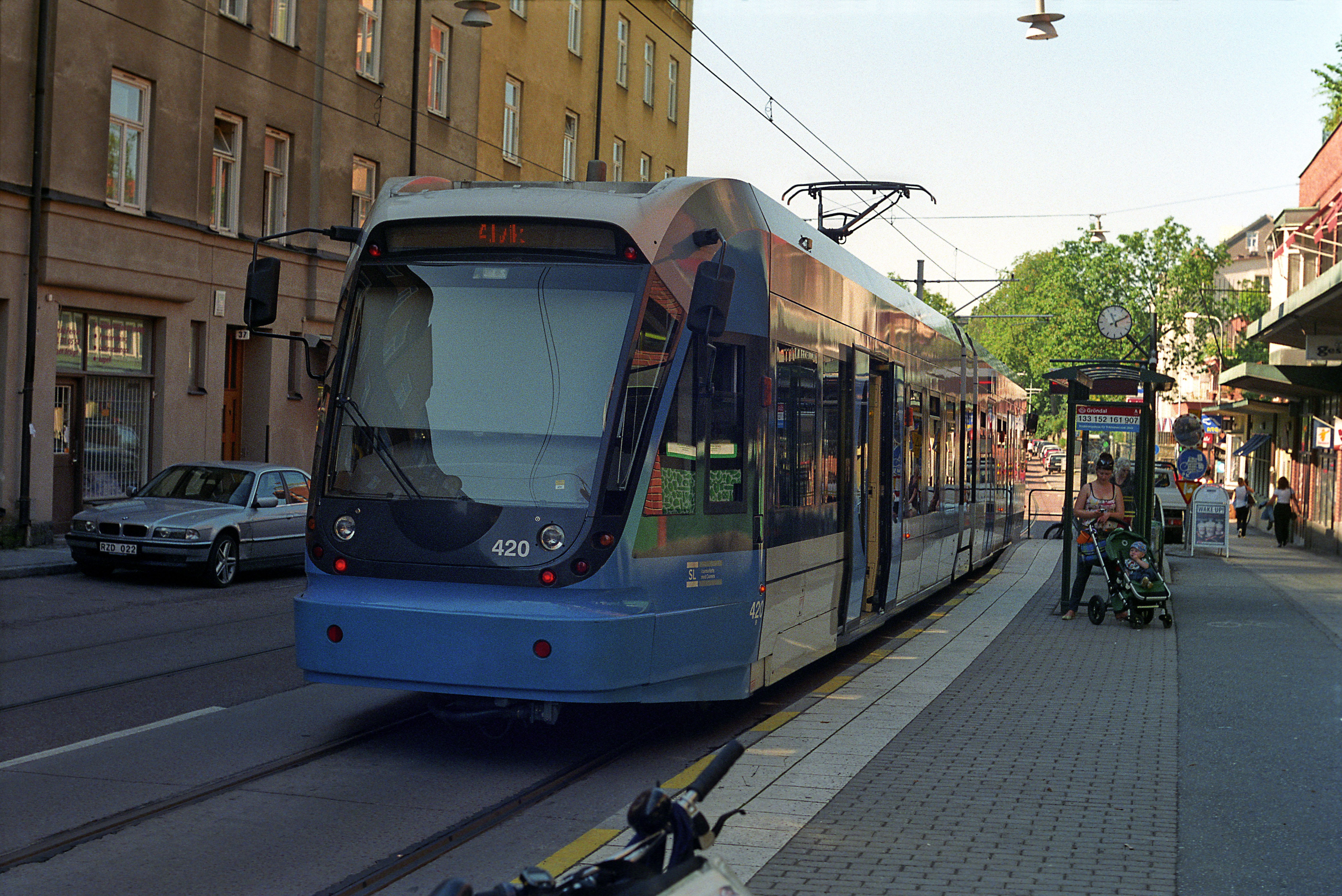
Tvärbanan na przystanku Gröndal, 2007

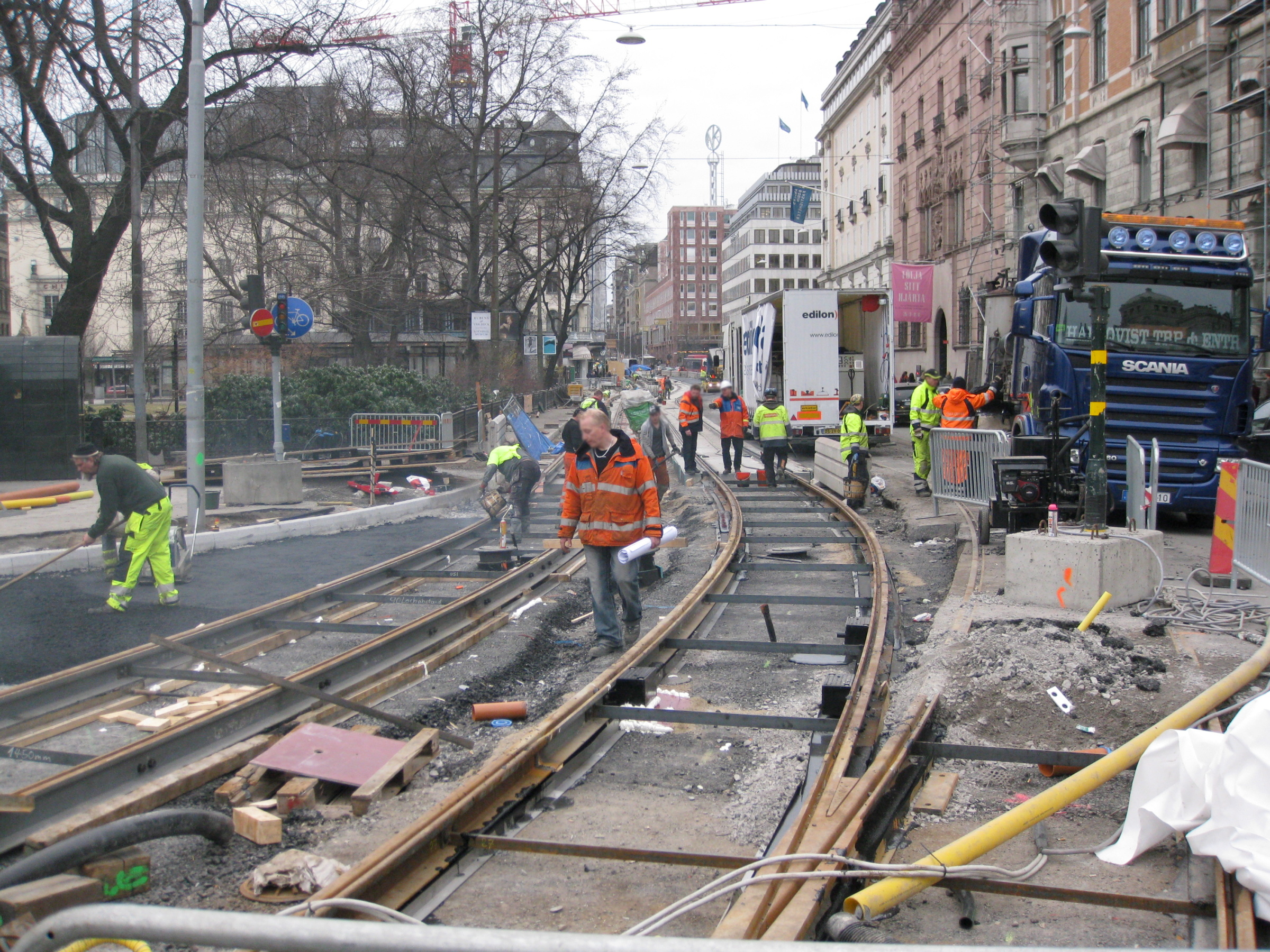
Budowa Spårväg City w okolicach Berzilli Parku, 2010

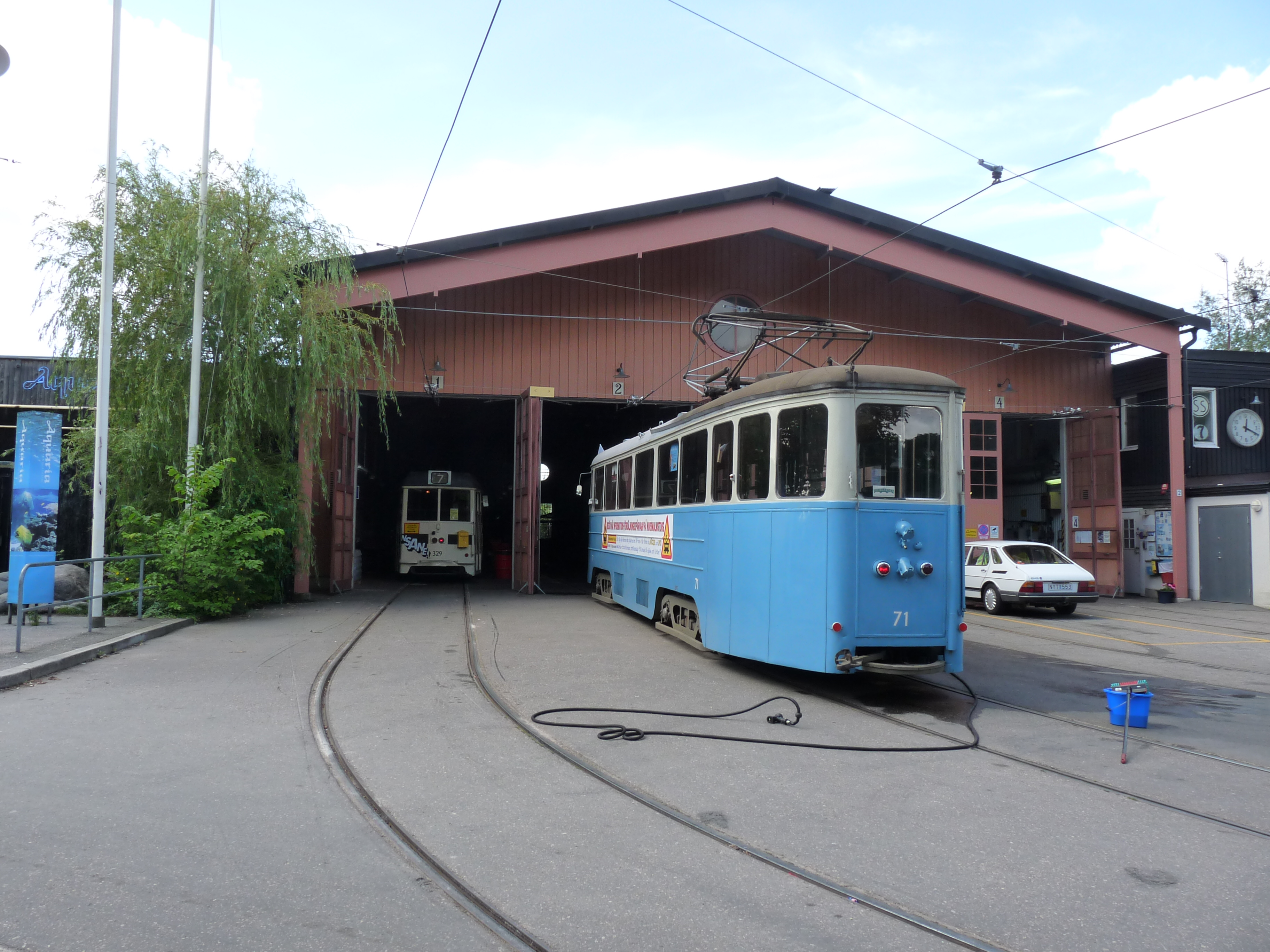
Zajezdnia tramwajowa Alkärshallen (2009)

Decyzję o powolnej likwidacji podjęto już w latach 30. XX wieku. W 1941 zlikwidowano linię tramwajową 11 zastępując ją linią trolejbusową 41. Trolejbusy kursowały w Sztokholmie w latach 1941–1964. W 1941 podjęto decyzję o budowie metra w Sztokholmie (linii zielonej). Od tego czasu tramwaje budowano w koncepcji metra np. między torami zostawiano przestrzeń na platformę peronową, ponieważ metro w przeciwieństwie do tramwajów posiada drzwi po obu stronach, a strona wewnętrzna jest częściej używana.
W 1957 rada miejska Sztokholmu podjęła decyzję o likwidacji tramwajów w centrum. Miała ona odbywać się stopniowo, w miarę przedłużania metra i zakończyć się w połowie lat 70. Po decyzji o przejściu Szwecji na ruch prawostronny 3 września 1967 likwidację przyspieszono, a ostatnie trasy zamknięto w ostatnią noc ruchu lewostronnego.
1 stycznia 1967 SS zostało przekształcone w Storstockholms Lokaltrafik (SL), który był operatorem komunikacji publicznej w całym regionie Sztokholmskim.
W latach 1967–1968 zostały zezłomowane ostatnie wagony tramwajowe. Pozostałością po rozległej sieci tramwajowej zostały trzy linie skomunikowane z siecią metra: Nockebybanan od Alvik do Nockeby, Norra Lidingöbanan od Ropsten do Kyrkviken i Södra Lidingöbanan od Ropsten do Gåshaga Brygga. Na Nockebybanan wagony zostały przystosowane do ruchu dwukierunkowego (drzwi po obydwu stronach). Södra Lidingöbanan został przeniesiony na wydzielony nasyp, a Norra Lidingöbanan został zlikwidowany w 1971.

## Powrót tramwajów
Od końca lat 80. XX wieku prowadzone są różne badania nad przywróceniem tramwajów zarówno na przedmieściach Sztokholmu, jak i w ścisłym centrum.
Tramwajem, który pierwszy powrócił do Sztokholmu był Djurgårdslinjen otwarty w 1991 jako linia muzealna. W roku 2000 została otwarta pierwsza część Tvärbanan, który wciąż jest rozbudowywany.

## Rozbudowa w przyszłości
Obecnie trwają prace przy budowie odcinka Tvärbanan od Brommy do Helenelund.
W rozważanych opcjach modernizacji kolei aglomeracyjnej Saltsjöbanan jest także połączenie jej z tramwajem Tvärbanan.
Planowana jest także budowa nowej linii tramwajowej na południowym zachodzie Sztokholmu – Spårväg Syd. Trasa miałaby przebiegać od stacji kolei podmiejskiej Alvsjö przez stacje metra Fruängen, Skärholmen i Masmo do stacji kolei podmiejskiej Flemingsberg.

## Zajezdnie
- Aga, linia Lidingöbanan (21)
- Alkärshallen, linie: Djurgårdslinjen (7N), Spårväg City (7)
- Brommahallen, linie: Nockebybanan (12), Tvärbanan (30, 31)
- Ulvsundadepån, linie: Tvärbanan (30, 31)